# Na' que ver con Chile
Na' que ver con Chile fue un programa de televisión humorístico chileno emitido por Canal 13 desde 1997 hasta 1998. El programa contó con público en vivo, pero también tuvo segmentos grabados en los que se mostraban diversos monólogos, sketches y parodias del acontecer nacional de la época. 
Entre sus segmentos destacados fueron el personaje "Cochiguaz" (Claudio Valenzuela), las "Antinoticias" (presentadas por la ficticia "Isapre Concha Verde"), entre otros. Además, se incluyeron sketchs protagonizados por Humbertito y Gaspar, personajes provenientes del desaparecido programa De chincol a jote, programa humorístico de Canal 13 emitido entre 1987 y 1991.
Este programa reunió a parte del elenco de comediantes que surgió en De Chincol a Jote como Cristián García-Huidobro, Gonzalo Robles, Roberto Poblete, Luis Gnecco y Tatiana Molina. Aquí se vio el debut televisivo de Paola Troncoso.

## Historia
Na' que ver con Chile debutó el martes 17 de junio de 1997 luego que Canal 13 cancelara el también programa humorístico Tuticuanti de su parrilla programática, pero regresaría en marzo de 1998 ya como un programa que recreaba escenas relacionadas con el acontecer de la sociedad chilena. Para el Mundial de Francia '98, se creó un ciclo especial llamado Na' que ver con el Mundial, con la cual el programa finalizó el 8 de julio de ese año. Su elenco y equipo de producción regresaría en 1999 con Chita Q' Lindo, programa de similares características. 

### Elenco
Contó con un destacado elenco, encabezado principalmente por Cristián García-Huidobro (1997-1998), Gonzalo Robles (1997-1998), Roberto Poblete (1997-1998), Luis Gnecco (1997-1998), Esperanza Silva (1997-1998), Tatiana Molina (1997-1998), Alex Zisis (1997), Claudio Valenzuela (1997-1998), Daniel Muñoz (1997-1998), Verónica González (1997-1998), Rodolfo Bravo (1997), Nicolás Hunneus (1997), Paula Zúñiga (1997), Paola Troncoso (1998), Emilio García (1998), Mario Bustos (1998) y Willy Benítez (1998).

### Producción
La producción estuvo a cargo de los guionistas Jorge López Smith, Ariel Galindo, Guillermo Hidalgo y Francisco Zañartu. Producido por Iván Rojas Álvarez y dirigido por Eduardo Domínguez Vial.